# اندیس تپه سیف الله
تپه سیف الله یک اندیس فلزی است که در حوالی شهر جیرنده استان قزوین قرار دارد و مادهٔ معدنی موجود در آن، مس است.  